# Ramingstein
Ramingstein est une commune autrichienne du district de Tamsweg dans l'État de Salzbourg.